# Дахно, Владимир Авксентьевич
Владими́р Авксе́нтьевич Дахно́ (укр. Володимир Авксентійович Дахно; 1932—2006) — советский и украинский художник-мультипликатор, режиссёр, сценарист. Народный артист Украины (1996).
Известен как автор свыше 20 мультфильмов, в частности сериала «Казаки».

## Биография
Родился 7 марта 1932 года в Запорожье (УССР). После школы поступил в Киевский медицинский институт. Почти сразу перевёлся в Киевский инженерно-строительный институт где учился у Иосифа Каракиса. После окончания КИСИ в 1955 году работал архитектором в Киеве. Необычный архитектурный проект диссертации Дахно привлёк внимание известных мультипликаторов М. А. Драйцуна и Д. Я. Черкасского и они предложили ему работу в новом творческом объединении мультипликационных фильмов на студии «Киевнаучфильм».
В 1960 году В. Дахно дебютирует в качестве художника-мультипликатора с мультфильмом «Приключение Перца», который стал первой работой творческого объединения.
В полной мере талант В. Дахно раскрылся в 1967 году с выходом первой серии мультфильма «Как казаки…», при создании которого он выступает в роли режиссёра и сценариста. Мультсериал сразу стал популярным. Герои мультфильмов «Как казаки…» являются самыми узнаваемыми персонажами в украинской мультипликации. Всего В. Дахно было создано девять короткометражных мультфильмов про запорожских казаков Грая, Тура и Око.
В 1991 году с участием героев вышел первый полнометражный украинский мультипликационный фильм «Энеида», созданный В. Дахно по мотивам одноимённой поэмы Ивана Котляревского.
Владимир Авксентьевич умер 28 июля 2006 года в полном одиночестве в своей квартире в Киеве. Похоронен в Киеве на Байковом кладбище (участок 33, рядом с другом, продюсером Владимиром Иваненко). Все заботы о похоронах взяла на себя бывшая жена Людмила Ивановна.
7 марта 2013 года Google посвятил Владимиру Дахно праздничный дудл.
Студия «Укранимафильм» пыталась возродить творчество мэтра мультипликации, и даже готовила к выпуску весной 2014 года продолжение мультсериала «Как казаки…». В состав сериала должен был войти мультфильм по сценарию самого Дахно.

## Награды и премии
- Заслуженный деятель искусств Украинской ССР (1982)
- Государственная премия УССР имени Т. Г. Шевченко (1988)[4] — за мультфильмы о запорожских казаках
- Народный артист Украины (1996)[4]

## Семья
- первая жена — Ирина Владимировна с 1958 по 1974 год.
  - дочь — Татьяна (28.2.1960, Киев — 12.7.1990, Израиль).
- вторая жена — Людмила Ивановна с 1974 по 1980 год.
  - дочь — Наталья (р. 18.7.1978)[1].
    - внук — Алексей (р. 1998)[1].
- двоюродный брат — Владимир Дахно (архитектор).

## Творчество

### Архитектор
- Среднеобразовательная школа № 204 (г. Киев)[6].
- Архитектура Советской Украины / Авт. В. Дахно, С. Килессо, Н. Коломиец, В. Моисеенко, В. Петренко, Ю. Хохол. — Киев: Будівельник, 1986. — 157 с.

### Фильмография

#### Режиссёр
- Как казаки кулеш варили (1967)
- Камень на дороге. Спор (1968)
- Как казак счастье искал (1969)
- Как казаки в футбол играли (1970)[4]
- День восьмой или первый урок мышления (1971)
- Зубная быль (1972)
- Как казаки невест выручали (1973)[4]
- В мире пернатых (1974)
- Что на что похоже (1974)
- Как казаки соль покупали (1975)[4]
- Дело поручается детективу Тедди. Дело № 001. Бурый и Белый (1976)
- Самый главный воробей (1977)
- Как казаки олимпийцами стали (1978)
- Как казаки мушкетёрам помогали (1979)
- Парасолька в цирке (1980)
- Семейный марафон (1981)
- Лис и дрозд (1982)
- Как казаки на свадьбе гуляли (1984)
- Из жизни пернатых (1985)
- Дело поручается детективу Тедди. Дело № 002. Космическая загадка (1986)
- Как казаки инопланетян встречали (1987)
- Трубный глас («Фитиль» № 317) (1988)
- Энеида (1991) на русском языке
- Энеида (1991) на украинском языке[4]
- Как казаки в хоккей играли (1995)

#### Сценарист
- Как казаки кулеш варили (1967)
- Как казак счастье искал (1969)
- Как казаки соль покупали (1975)
- Как казаки олимпийцами стали (1978)
- Как казаки инопланетян встречали (1983)
- Как казаки на свадьбе гуляли (1984)
- Казаки. Вокруг света (2018, посмертно)

#### Художник-мультипликатор
- Приключения Перца (1960)
- Весёлый художник (1963)
- Заяц и ёж (1963)
- Золотое яичко (1963)
- Непоседа, Мякиш и Нетак (1963)
- Аистёнок (1964)
- Водопровод на огород (1964)
- Мишка + Машка (1964)
- Зелёная кнопка (1965)
- Сказка о царевиче и трёх лекарях (1965)
- Тайна чёрного короля (1965)
- Злостный разбиватель яиц (1966)
- Медвежонок и тот, кто живёт в речке (1966)
- Осколки (1966)
- Как казаки кулеш варили (1967)
- Песенка в лесу (1967)
- Пугало (1968)
- Человек, который умел летать (1968)
- Как казак счастье искал (1969)
- Кит и кот (1969)
- Приключения казака Энея (1969)
- Человек, который умел творить чудеса (1969)
- Как казаки в футбол играли (1970)
- Гадкий утёнок (1996)
- Приключения Мюнхаузена. Павлин (1974)